# Pristimantis polemistes
Pristimantis polemistes es una especie de anfibio anuro de la familia Craugastoridae.

## Distribución
Esta especie es endémica del departamento de Antioquia en Colombia. Habita en las cercanías de Urrao, entre los 2 300 y 2 320 metros sobre el nivel del mar en la vertiente occidental de la Cordillera Occidental.

## Descripción
Los machos miden de 27,2 a 28,0 mm y las hembras 33,2 mm.

## Publicación original
- Lynch & Ardila-Robayo, 2004 : A new Colombian frog of the genus Eleutherodactylus from the northern Cordillera Occidental. Revista de la Academia Colombiana de Ciencias Exactas Físicas y Naturales, vol. 28, n.º 108, p. 403-408[5]